# Brunstschwiele

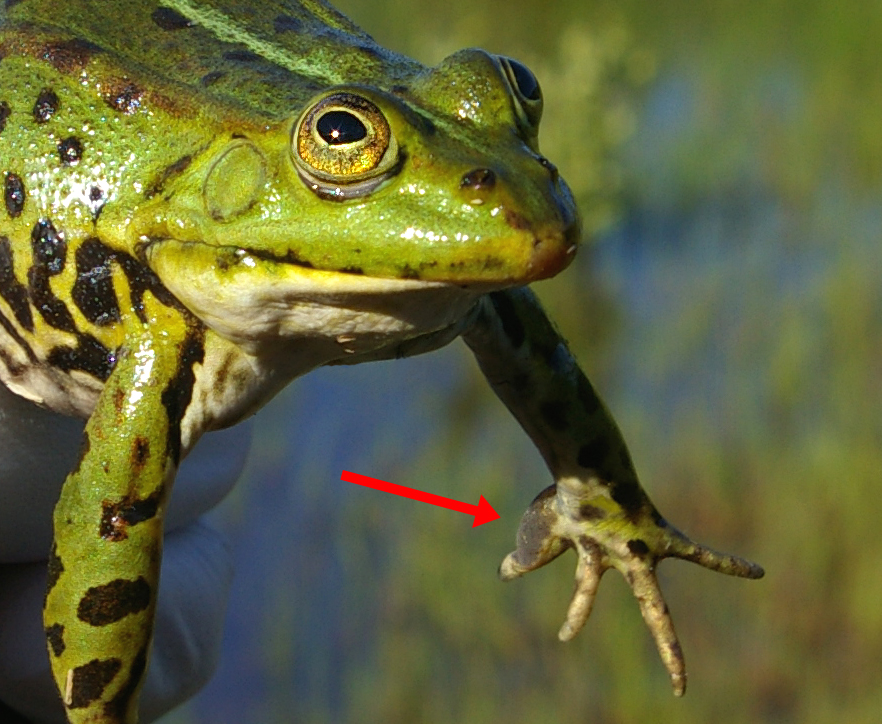
Stark verdickte Daumenschwiele beim Teichfrosch (Pelophylax "esculentus")

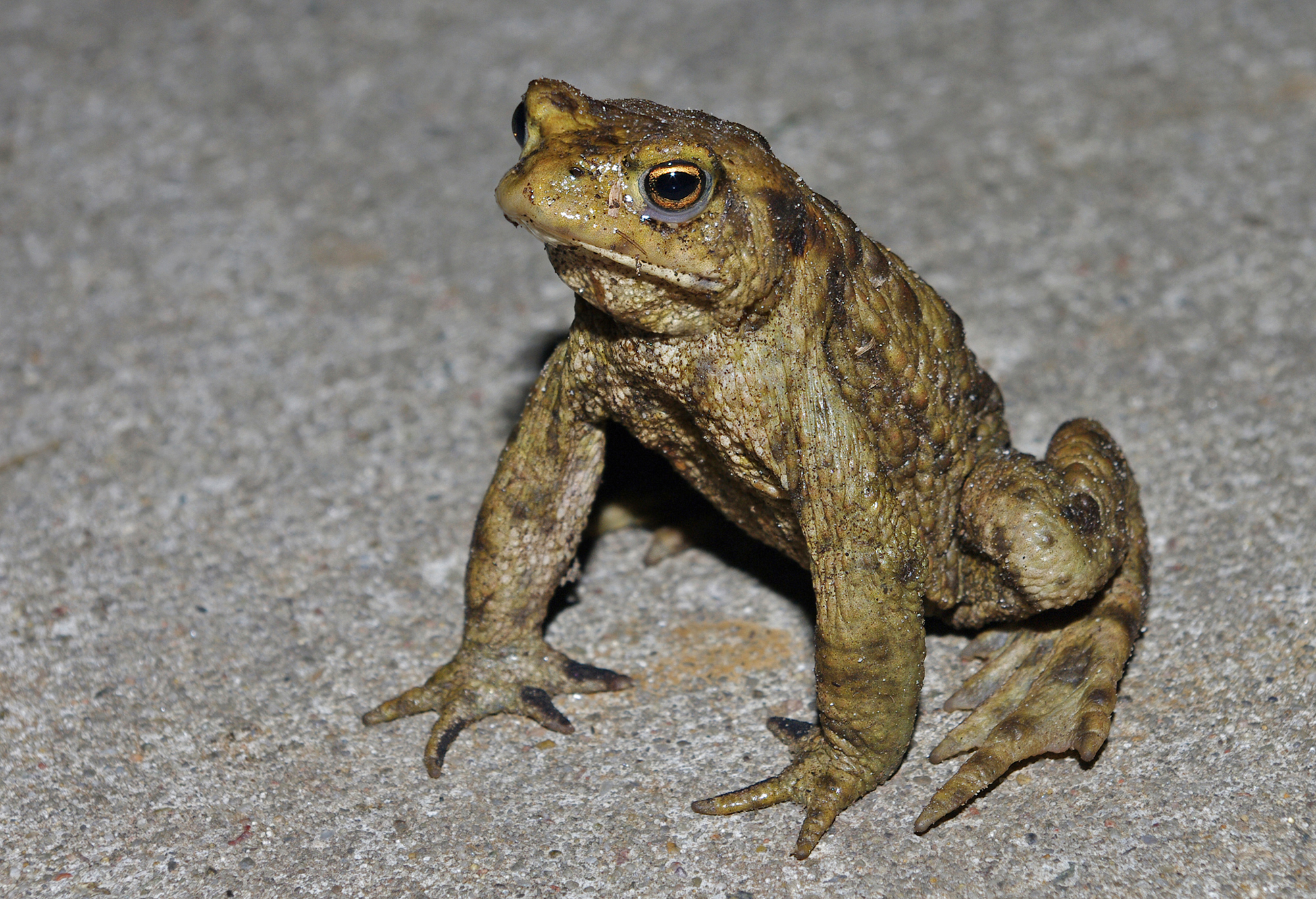
Männliche Erdkröte mit schwärzlichen Hornschwielen an den Fingerinnenseiten

Brunstschwielen, auch Brunft- oder Paarungsschwielen, sind raue, ein- bis mehrschichtig verhornte, dunkle Hautstellen bei vielen männlichen Froschlurchen (auch bei einzelnen Schwanzlurchen), die diesen einen festeren Halt bei der Paarungsumklammerung (Amplexus) ermöglichen. Bei diesem sekundären Geschlechtsmerkmal handelt es sich somit um Geschlechtsdimorphismus. Je nach Art können die Innenseiten der ersten ein bis drei Finger, die Innenseiten der Ober- und Unterarme (Unken) oder die Brust (Schlammtaucher), seltener auch der Bauch oder der Unterkiefer solche Schwielen aufweisen. Diese sind oft mit einem Hautdrüsenpolster unterlegt, manchmal aber auch als hornige Höcker oder Dornen ausgeprägt. Da die Schwielenbildung von den Gonadenhormonen beeinflusst wird, sind die Brunstschwielen außerhalb der Fortpflanzungsperiode weniger deutlich erkennbar und verblassen oft.
Eine Vielzahl männlicher Froschlurche weist saisonal Brunstschwielen auf, darunter haben beispielsweise Wasserfrösche und Braunfrösche in der Regel nur eine Daumenschwiele am innersten Finger (dieser ist dafür auffällig verdickt; vgl. oberes Foto), Erdkröten-Männchen dagegen dünnere schwärzliche Überzüge an den drei inneren Fingern jeder Hand (siehe Foto unten). Von den wenigen Schwanzlurchen mit Brunstschwielen an den Vorder- und Hinterextremitäten sind Europäische Gebirgsmolche, der Spanische Rippenmolch und amerikanische Wassermolche der Gattungen Notophthalmus und Taricha zu nennen.